# Николаевка 2-я (Новосибирская область)
Никола́евка 2-я — посёлок в Убинском районе Новосибирской области. Входит в состав Невского сельсовета.

## География
Площадь посёлка — 73 гектара.

## Население
| 2002 | 2007 | 2010 |
| ---- | ---- | ---- |
| 186  | ↘176 | ↘141 |

## Инфраструктура
В посёлке по данным на 2007 год функционируют 1 учреждение здравоохранения и 1 учреждение образования.